# لاماكيرا

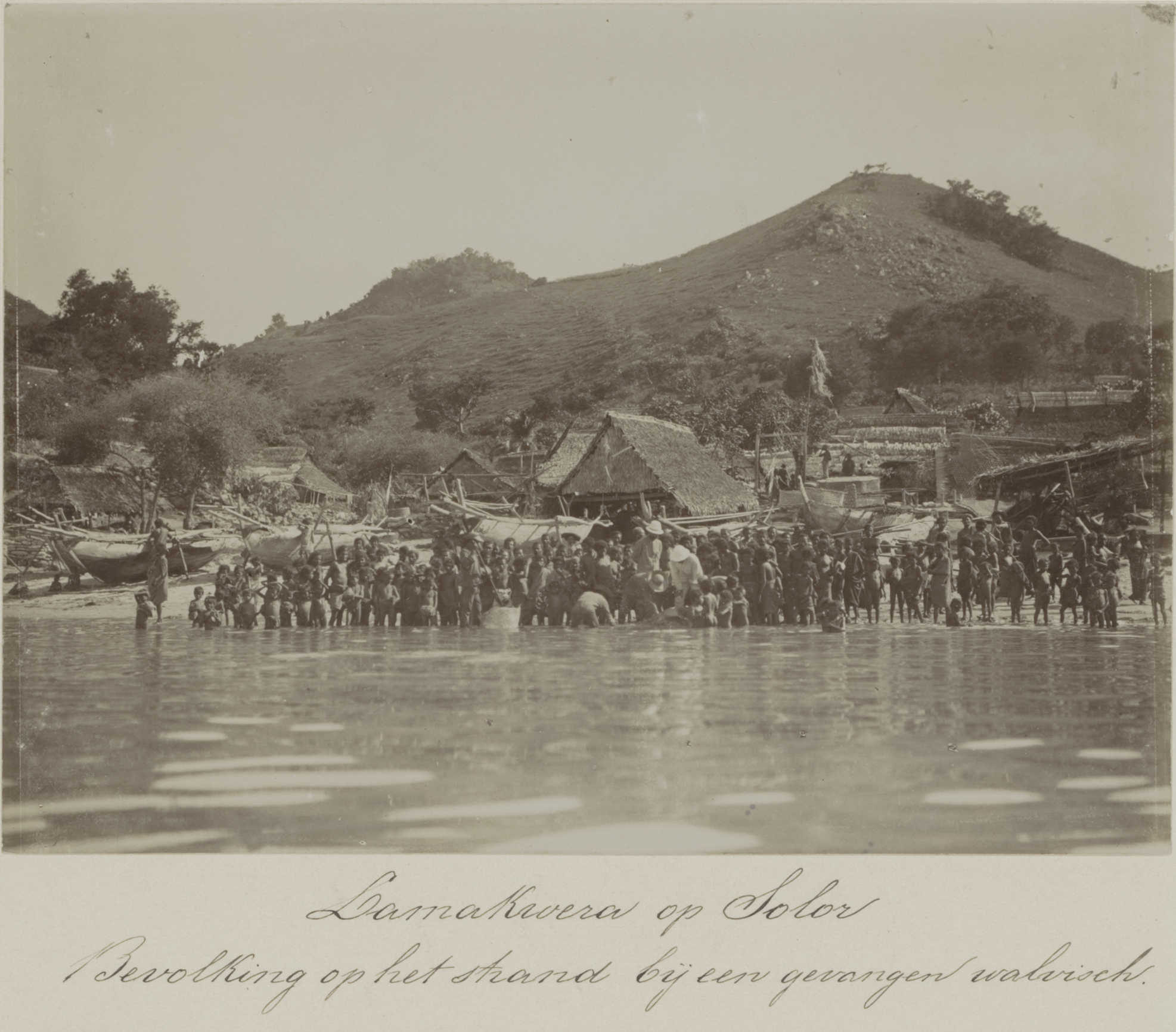
لاماكيرا في 1904.

لاماكيرا (بالإندونيسية: Lamakera) هي قرية في إندونيسيا. كانت معروفة بكونها المكان الذي يقتل فيه معظم أسماك شيطان البحر. وقد ظهرت في الفيلم الوثائقي لعام 2015 سباق الانقراض.

## الموقع
تقع لاماكيرا في الطرف الشرقي من أرخبيل سولور، وهي جزيرة في المحيط الهادئ. اعتادت القرية على الاعتماد على الموارد البحرية لأنه لم يكن الزراعة فيها. كانت لاماكيرا تقع في نقطة مانتا راي الساخنة، وبالتالي كانت مسؤولة عن ثلث الصيد العالمي. كانت لمكيرا تصطاد الحيتان البالينية.
عبر المضيق توجد جزيرة ليمباتا، حيث تصطاد قرية لاماليرا أيضًا من خنادق البحر العميق لبحر سافو، والمعروفة بشكل خاص بصيدها لحيتان العنبر من قوارب صغيرة مفتوحة. هذا مسموح به بموجب لوائح اللجنة الدولية لصيد الحيتان حول صيد الحيتان الأصلي لكن خبراء الحفاظ على البيئة قلقون من أن صيد الحيتان التجاري يتم أيضًا. لاماليرا ولاماكيرا هما آخر مجتمعين لصيد الحيتان الإندونيسي المتبقية.

## السياحة
كجزء من الفيلم الوثائقي سباق الانقراض، أقنع أعضاء فريق التمثيل القرية ببدء صناعة السياحة. على الرغم من إصدار الفيلم في عام 2015، أدرجت معاهدة التجارة العالمية لأصناف الحيوان والنبات البري المهدد بالانقراض جميع أنواع أسماك شيطان البحر في عام 2013. جعلت إندونيسيا من غير القانوني إيذاء الأسماك. حولت القرية جميع قوارب الصيد الخاصة بها إلى قوارب لمشاهدة الحيتان.

## التركيبة السكانية
تعتنق معظم الجزيرة وخاصة الشرقي منها الدين الإسلامي.